# Flytande kristall

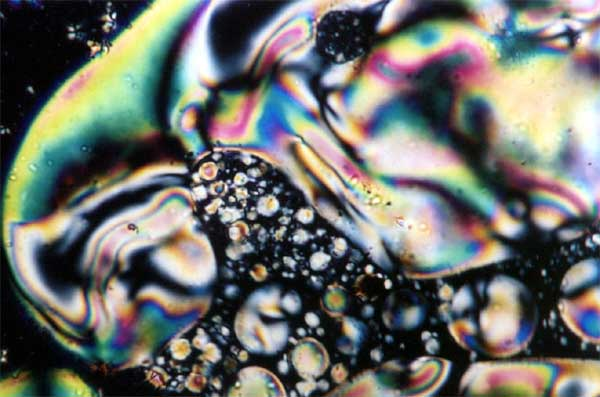

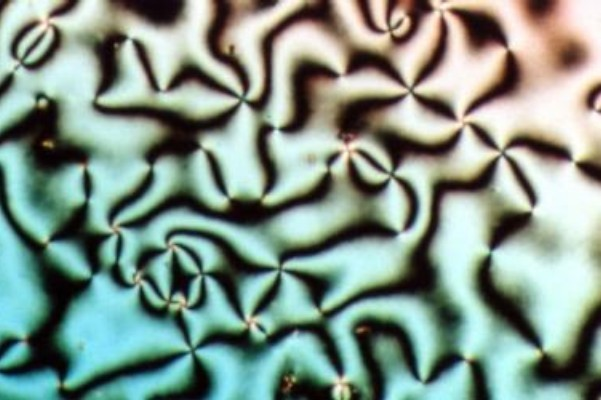

Flytande kristaller (en. liquid crystals) är en klass av molekyler som under vissa omständigheter har faser som uppvisar ett isotropiskt och flödeslikt beteende, och under andra omständigheter uppvisar direkt motsatsen; anisotropisk strukturlik ordning.
Flytande kristaller används i flytande kristallskärmar (LCD, TFT, DSTN etc), vilka är beroende på kristallernas optiska egenskaper för vissa kristallmolekyler i närvaro eller frånvaro av elektriskt fält. Under ett elektriskt fält ställer molekylerna in sig i fältriktningen, varvid ljusets polarisation bestämmer vad som släpps igenom och vad som reflekteras.